# Miriam Lichtheim
Miriam Lichtheim (Isztambul, 1914. május 3. – Jeruzsálem, 2004. március 27.
) amerikai-izraeli egyiptológus.

## Életpályája
Richard Lichtheim publicista, cionista, későbbi izraeli politikus lányaként született; bátyja George Lichtheim brit marxista író. Gyermek- és fiatalkorában Berlinben, majd Londonban, később ismét Berlinben élt. 1932–33-ban szemitisztikát és egyiptológiát tanult a berlini Humboldt Egyetemen. A náci hatalomátvétel után Palesztinába költözött, és 1933-tól 1939-ig a Jeruzsálemi Héber Egyetemen tanult ókori keleti nyelveket; az egyiptológia és a görög nyelv terén további tanulmányokat is folytatott. Tanárai közé tartozott Hans Jakob Polotsky. 1941-től a Chicagói Egyetem Keleti Intézetében folytatott tanulmányokat, ahol 1944-ben az egyiptológia doktora lett. Itt 1944 és 1952 között kutatóasszisztensként dolgozott. 1953-ban könyvtártudományi végzettséget is szerzett. 1974-es nyugdíjazásáig könyvtárosként és előadóként dolgozott különböző intézményekben, többek közt a Chicagói Egyetem Keleti Intézetében, a New York-i New School for Social Researchben, a Yale Egyetem könyvtárában (1953–1956), a UCLA-en (Kaliforniai Egyetem, Los Angeles; 1956–1974). 1982-ben Izraelbe költözött, ahol 1988-ig egyiptomi irodalmat tanított a Héber Egyetemen.
1973-ban publikálta ókori egyiptomi fordításainak első kötetét (Ancient Egyptian Literature), melyben óbirodalmi és középbirodalmi szövegek fordításai szerepelnek. 1976-ban jelent meg a második kötet, melyben újbirodalmi szövegek, majd 1980-ban a harmadik, melyben az i. e. 1. évezred szövegei szerepelnek.

## Publikációk (válogatás)
- mit Elizabeth Stefanski: Coptic Ostraca from Medinet Habu. University of Chicago Oriental Institute Publications, 1952
- Ancient Egypt: A survey of current historiography. The American Historical Review, 1963
- Ancient Egyptian Literature. 3 Bände, The University of California Press, 1973–1980
- Late Egyptian Wisdom Literature in the International Context. Orbis Biblicus Et Orientalis, 1983
- Ancient Egyptian autobiographies chiefly of the Middle Kingdom: A study and an anthology. Orbis biblicus et orientalis, 1988
- Maat in Egyptian Autobiographies and Related Studies. Vandenhoeck & Ruprecht, Göttingen, 1992
- Moral Values in Ancient Egypt. Vandenhoeck & Ruprecht, Göttingen, 1997
- Telling it Briefly. A Memoir of My Life. University Press, Fribourg, 1999 (Autobiographie)

## Fordítás
- Ez a szócikk részben vagy egészben  a   Miriam Lichtheim című német Wikipédia-szócikk ezen változatának fordításán alapul.  Az eredeti cikk szerkesztőit annak laptörténete sorolja fel. Ez a jelzés csupán a megfogalmazás eredetét és a szerzői jogokat jelzi, nem szolgál a cikkben szereplő információk forrásmegjelöléseként.